# Vertical Kilometer World Circuit 2017
Navigation
2018
Le Vertical Kilometer World Circuit 2017 est la première édition du Vertical Kilometer World Circuit, compétition de courses verticales organisée par la fédération internationale de skyrunning. Les années précédentes le circuit mondial de courses verticales était intégré au Skyrunner World Series (depuis sa création en 2002). Le circuit 2017 comporte 17 épreuves réparties de mai à octobre en Europe (16 courses) et en Amérique du Nord (1 course) et rassemble les épreuves les plus prestigieuses de la discipline. Les catégories féminines et masculines ont le même programme de courses et le même barème. Des points sont attribués aux 20 premiers de chaque catégorie et un classement final rassemble les athlètes ayant obtenu le plus de point durant la saison. Le circuit est remporté par le Norvégien Stian Angermund-Vik et l'Espagnole Laura Orgué qui ont chacun gagné 4 courses durant la saison. 

## Règlement
Le score final d'un athlète cumule ses six meilleurs résultats de la saison. Les 30 premiers athlètes masculins et les 15 premières athlètes féminines de chaque course obtiennent des points. Un barème de base est appliqué et trois courses attribuent un bonus de points de 20 % par rapport à ce barème de référence : Kilomètre Vertical Face de Bellevarde, Red Bull K3 et  Kilomètre Vertical de Fully. Un total de 10 000 € de dotation est attribué à la fin de la saison.
| Classement      | 1er | 2e | 3e | 4e | 5e | 6e | 7e | 8e | 9e | 10e | 11e | 12e | 13e | 14e | 15e | 16e          | 17e          | 18e          | 19e          | 20e          | 21e          | 22e          | 23e          | 24e          | 25e          | 26e          | 27e          | 28e          | 29e          | 30e          |
| --------------- | --- | -- | -- | -- | -- | -- | -- | -- | -- | --- | --- | --- | --- | --- | --- | ------------ | ------------ | ------------ | ------------ | ------------ | ------------ | ------------ | ------------ | ------------ | ------------ | ------------ | ------------ | ------------ | ------------ | ------------ |
| Points (Hommes) | 100 | 88 | 78 | 72 | 68 | 65 | 62 | 59 | 56 | 53  | 50  | 47  | 44  | 41  | 38  | 35           | 32           | 29           | 26           | 23           | 20           | 18           | 16           | 14           | 12           | 10           | 8            | 6            | 4            | 2            |
| Points (Femmes) | 100 | 88 | 78 | 70 | 62 | 54 | 48 | 42 | 36 | 30  | 24  | 18  | 12  | 6   | 3   | Non appliqué | Non appliqué | Non appliqué | Non appliqué | Non appliqué | Non appliqué | Non appliqué | Non appliqué | Non appliqué | Non appliqué | Non appliqué | Non appliqué | Non appliqué | Non appliqué | Non appliqué |

## Programme
| Nom de la course                      | Distance | Dénivelé   | Pays       | Date               | Gagnant             | Gagnante           |
| ------------------------------------- | -------- | ---------- | ---------- | ------------------ | ------------------- | ------------------ |
| Trentapassi Vertical Race             | 3,4 km   | 1 050 m D+ | Italie     | 7 mai 2017         | Davide Magnini      | Valentina Belotti  |
| Transvulcania Vertical Kilometer      | 7,6 km   | 1 203 m D+ | Espagne    | 11 mai 2017        | Stian Angermund-Vik | Yuri Yoshizumi     |
| Zegama-Aizkorri Vertical Kilometer    | 3 km     | 1 015 m D+ | Espagne    | 26 mai 2017        | Stian Angermund-Vik | Laura Orgué        |
| Santana Vertical Kilometer            | 4,8 km   | 1 003 m D+ | Portugal   | 4 juin 2017        | Ferran Teixido      | Ekaterina Mityaeva |
| Km Vertical Fuente Dé                 | 2,6 km   | 972 m D+   | Espagne    | 11 juin 2017       | Ferran Teixido      | Maite Maiora       |
| Santa Caterina Vertical Kilometer     | 2,9 km   | 1 000 m D+ | Italie     | 16 juin 2017       | Michele Boscacci    | Valentina Belotti  |
| Kilomètre Vertical Face de Bellevarde | 3 km     | 970 m D+   | France     | 7 juillet 2017     | Xavier Gachet       | Jessica Pardin     |
| Vertical Cabanera                     | 5,2 km   | 1 463 m D+ | Espagne    | 15 juillet 2017    | Jan Margarit        | Laura Orgué        |
| Dolomites Vertical Kilometer          | 2,6 km   | 1 000 m D+ | Italie     | 20 juillet 2017    | Patrick Facchini    | Axelle Mollaret    |
| Red Bull K3                           | 9,7 km   | 3 036 m D+ | Italie     | 29 juillet 2017    | Martin Anthamatten  | Camilla Magliano   |
| Blåmann Vertical                      | 2,7 km   | 1 044 m D+ | Norvège    | 4 août 2017        | Stian Angermund-Vik | Eli Anne Dvergsdal |
| Lone Peak Vertical Kilometer          | 4,8 km   | 1 107 m D+ | États-Unis | 1er septembre 2017 | JP Donovan          | Laura Orgué        |
| Mamores VK                            | 5 km     | 1 000 m D+ | Écosse     | 15 septembre 2017  | Stian Angermund-Vik | Laura Orgué        |
| Les KM de Chando                      | 7,7 km   | 1 970 m D+ | Suisse     | 23 septembre 2017  | Martin Anthamatten  | Christel Dewalle   |
| Verticale du Grand Serre              | 1,8 km   | 1 000 m D+ | France     | 1er octobre 2017   | Xavier Gachet       | Christel Dewalle   |
| Vertical Grèste de la Mughéra         | 3,7 km   | 1 080 m D+ | Italie     | 13 octobre 2017    | Philip Goetsch      | Christel Dewalle   |
| Kilomètre Vertical de Fully           | 1,9 km   | 1 000 m D+ | Suisse     | 21 octobre 2017    | Philip Goetsch      | Christel Dewalle   |

## Résultats

### Hommes
- Courses avec barème classique (100 points au vainqueur)
- Courses avec bonus de 20 % de points (120 points au vainqueur)

| Course                                | Vainqueur           | Deuxième              | Troisième           | Leader du classement général |
| ------------------------------------- | ------------------- | --------------------- | ------------------- | ---------------------------- |
| Trentapassi Vertical Race             | Davide Magnini      | Patrick Facchini      | Nicola Pedergnana   | Davide Magnini               |
| Transvulcania Vertical Kilometer      | Stian Angermund-Vik | Luis Alberto Hernando | Saúl Antonio Padua  | Saúl Antonio Padua           |
| Zegama-Aizkorri Vertical Kilometer    | Stian Angermund-Vik | Jan Margarit          | Imanol Goni         | Stian Angermund-Vik          |
| Santana Vertical Kilometer            | Ferran Teixido      | Vitor Jesus           | Romeu Gouveia       | Ferran Teixido               |
| Km Vertical Fuente Dé                 | Ferran Teixido      | Imanol Goni           | Inigo Laritz        | Ferran Teixido               |
| Santa Caterina Vertical Kilometer     | Michele Boscacci    | Nejc Kuhar            | Patrick Facchini    | Ferran Teixido               |
| Kilomètre Vertical Face de Bellevarde | Xavier Gachet       | Rémi Bonnet           | William Bon Mardion | Ferran Teixido               |
| Vertical Cabanera                     | Jan Margarit        | Oriol Cardona         | Pere Rullán         | Ferran Teixido               |
| Dolomites Vertical Kilometer          | Patrick Facchini    | Rémi Bonnet           | Nejc Kuhar          | Ferran Teixido               |
| Red Bull K3                           | Martin Anthamatten  | Rémi Bonnet           | Nadir Maguet        | Patrick Facchini             |
| Blåmann Vertical                      | Stian Angermund-Vik | Alexis Sévennec       | Pierre Mettan       | Stian Angermund-Vik          |
| Lone Peak Vertical Kilometer          | JP Donovan          | Mike Popejoy          | Mike Foote          | Stian Angermund-Vik          |
| Mamores VK                            | Stian Angermund-Vik | Sam Tosh              | Alexis Sévennec     | Stian Angermund-Vik          |
| Les KM de Chando                      | Martin Anthamatten  | Jonathan Schmid       | William Bon Mardion | Stian Angermund-Vik          |
| Verticale du Grand Serre              | Xavier Gachet       | Tao Quemere           | William Bon Mardion | Stian Angermund-Vik          |
| Vertical Grèste de la Mughéra         | Philip Goetsch      | Patrick Facchini      | Stian Angermund-Vik | Stian Angermund-Vik          |
| Kilomètre Vertical de Fully           | Philip Goetsch      | Thomas Terretaz       | Davide Magnini      | Stian Angermund-Vik          |

### Femmes
- Courses avec barème classique (100 points au vainqueur)
- Courses avec bonus de 20 % de points (120 points au vainqueur)

| Course                                | Vainqueur          | Deuxième             | Troisième            | Leader du classement général |
| ------------------------------------- | ------------------ | -------------------- | -------------------- | ---------------------------- |
| Trentapassi Vertical Race             | Valentina Belotti  | Victoria Kreuzer     | Hilde Aders          | Valentina Belotti            |
| Transvulcania Vertical Kilometer      | Yuri Yoshizumi     | Stéphanie Jiménez    | Zuzana Krchova       | Stéphanie Jiménez            |
| Zegama-Aizkorri Vertical Kilometer    | Laura Orgué        | Maite Maiora         | Maria Zorroza        | Stéphanie Jiménez            |
| Santana Vertical Kilometer            | Ekaterina Mityaeva | Cristina Nascimento  | Anna Frost           | Stéphanie Jiménez            |
| Km Vertical Fuente Dé                 | Maite Maiora       | Maria Zorroza        | Ainhoa Lendinez      | Stéphanie Jiménez            |
| Santa Caterina Vertical Kilometer     | Valentina Belotti  | Susanna Saapunki     | Francesca Rossi      | Stéphanie Jiménez            |
| Kilomètre Vertical Face de Bellevarde | Jessica Pardin     | Marianna Jagercikova | Stéphanie Jiménez    | Stéphanie Jiménez            |
| Vertical Cabanera                     | Laura Orgué        | Maria Zorroza        | Clàudia Sabata       | Stéphanie Jiménez            |
| Dolomites Vertical Kilometer          | Axelle Mollaret    | Susanna Saapunki     | Victoria Kreuzer     | Stéphanie Jiménez            |
| Red Bull K3                           | Camilla Magliano   | Victoria Kreuzer     | Maite Maiora         | Stéphanie Jiménez            |
| Blåmann Vertical                      | Eli Anne Dvergsdal | Emelie Forsberg      | Therese Sjursen      | Stéphanie Jiménez            |
| Lone Peak Vertical Kilometer          | Laura Orgué        | Jennifer Kunzman     | Beth Shumate         | Stéphanie Jiménez            |
| Mamores VK                            | Laura Orgué        | Beth Hanson          | Emelie Forsberg      | Laura Orgué                  |
| Les KM de Chando                      | Christel Dewalle   | Victoria Kreuzer     | Emma Pooley          | Laura Orgué                  |
| Verticale du Grand Serre              | Christel Dewalle   | Victoria Kreuzer     | Marianna Jagercikova | Laura Orgué                  |
| Vertical Grèste de la Mughéra         | Christel Dewalle   | Michelle Maier       | Camilla Magliano     | Laura Orgué                  |
| Kilomètre Vertical de Fully           | Christel Dewalle   | Victoria Kreuzer     | Jessica Pardin       | Laura Orgué                  |